# 彭湃纪念中学
22°57′59″N 115°19′57″E / 22.96631°N 115.33256°E
彭湃纪念中学，是中华人民共和国广东省汕尾市唯一一所“国家级示范性普通高中”，位于海丰县城北郊五坡岭。學校为了纪念中国共产党早期领导人、农民运动领袖、海陆丰苏维埃政权的创立者彭湃烈士而建，一般略称之为彭湃中学。

## 沿革
学校初创时名为“海丰县立中学”。后曾名“海丰县立第一中学”。1954年，彭湃母亲周凤赴京时，向毛泽东、周恩来提请建立海丰苏维埃纪念中学和彭湃纪念医院。1955年，经广东省人民政府上报国务院批准，拨款建立彭湃纪念中学。1956年12月开工，1957年10月竣工，当地政府选择在文天样五坡岭表忠祠遗址上兴建该校。1957年11月21日，学校落成，并正式命名为彭湃纪念中学，简称彭湃中学。1966年，在四清和文化大革命期间，学校被诬为“资产阶级的黑堡垒”，并被改名为“海丰中学”，校舍改作“人民医院”，校址被迁往南门湖畔。1978年，中共汕头地委和专署对学校进行平反，并恢复校名和地址。1986年8月24日，彭湃烈士像落成，安置于该校办公楼前，浮雕“彭湃烈士像”五字由徐向前手题。
2002年，学校被评为广东省一级学校。2008年12月21日，彭湃中学举办周群娣奖学金颁奖典礼和彭湃中学建校95周年纪念大会。2008年12月21日，彭湃中学举办95周年校庆“妙手烩美食、师生叙友情”活动。2009年5月13日，彭湃中学被正式评为国家级示范性高中。

## 校园
坐落于海丰县城北郊五坡岭。学校占地22.5万平方米，建筑面积69651平方米。有教学楼7座。

## 现任领导
校长：詹德舜

## 知名校友
- 陈克复：中国工程院院士
- 彭实戈：中国科学院院士
- 黄旭华：中国工程院院士，著名船舶专家，核潜艇研究设计专家
- 丘东平：中国战地文学的开拓者、著名的革命作家
- 陈其尤：原中国致公党主席、著名民主人士
- 钟敬文：中国民间文艺家协会主席、著名的民俗学家、北京师范大学博士研究生导师
- 李霞卿：一代影后，中国第一位女飞行员
- 何永冲：知名企业家
- 黄家武：广州好迪化妆品有限公司总裁